# Disonycha caroliniana
Disonycha caroliniana är en skalbaggsart som först beskrevs av Fabricius 1775.  Disonycha caroliniana ingår i släktet Disonycha och familjen bladbaggar. Inga underarter finns listade i Catalogue of Life.